# Tia vũ trụ
Bức xạ vũ trụ hay tia vũ trụ là chùm tia các hạt photon hoặc hạt nhân nguyên tử có năng lượng cao phóng vào khí quyển Trái Đất từ không gian (bức xạ sơ cấp) và bức xạ thứ cấp được sinh ra do các hạt đó tương tác với các hạt nhân nguyên tử trong khí quyển với thành phần gồm hầu hết là các hạt cơ bản. Bức xạ vũ trụ sơ cấp đẳng hướng trong không gian và không đổi theo thời gian. Bức xạ vũ trụ có tính sát thương mạnh.

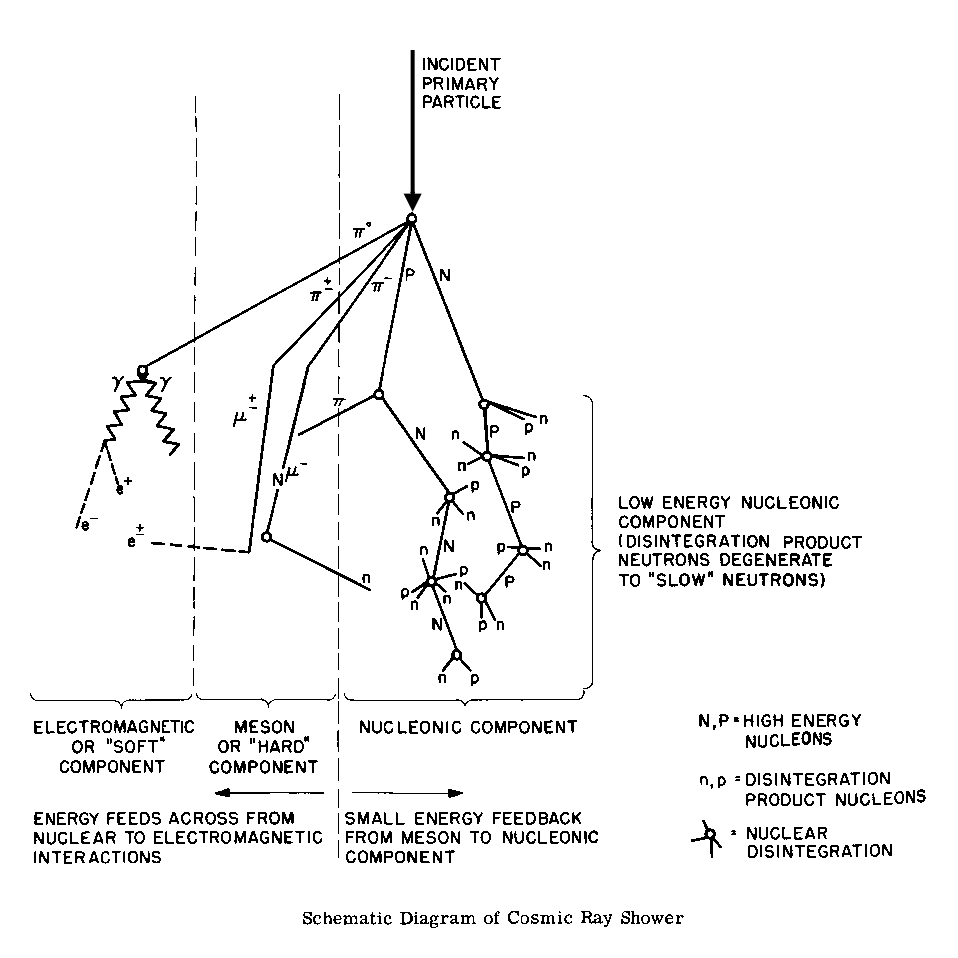
Dấu vết bức xạ vũ trụ